# Успенский собор (Старица)
Собор Успения Пресвятой Богородицы — православный храм в городе Старица Тверской области, в центре Старицкого Успенского монастыря. Памятник русской архитектуры XVI века.

## История
В 1520-х годах началось возрождение монастыря. В 1530 году князь Андрей Иванович построил каменный Успенский собор.

В описи 1607 года о монастыре говорится:
«А в монастыре большая каменная церковь Успения Пречистой Богородицы с пятью колоколами; да придел похвала Пречистой, а под ними погребен камень. Над передними вратами у церкви с монастыря подписано „Успение Пречистой воплощение, а с левую сторону подписано на двери Сергиево видение“. А в церкви находятся иконы: Деисус поясной на золоте семи пядей, а в ней девять икон; а над деисусом праздников на золоте четырех пядей. А над праздники Пречистая в Пророцех пятнадцать икон на золоте. Да двери царские резаны с сенью, столбцы заложены, а в них двадцать икон».
В 1789 году тесовая кровля собора была заменена на железную.
Рядом с папертью была построена колокольня, в которой находится усыпальница Иова.
В 1890-х годах собор расписали настенной живописью.
В советское время храм был закрыт, пострадал в годы войны, только в 1997 году началось восстановление. Первое богослужение прошло в 2003 году.

## Архитектура
Согласно многочисленным источникам, Андрей Иванович строил старицкий храм по образцу московского Успенского собора. Центральная композиция собора имеет ступенчатый, пирамидальный характер. Это крестово-купольный храм.
Южный фасад разделяется на три части пилястрами и капителями, а к западной стене был пристроен четырёхколонный портик. Собор выстроен из белого камня на известковом растворе и находится на белокаменном подиуме. Под ним расположен подвал.

## Галерея

Успенский собор в Старице
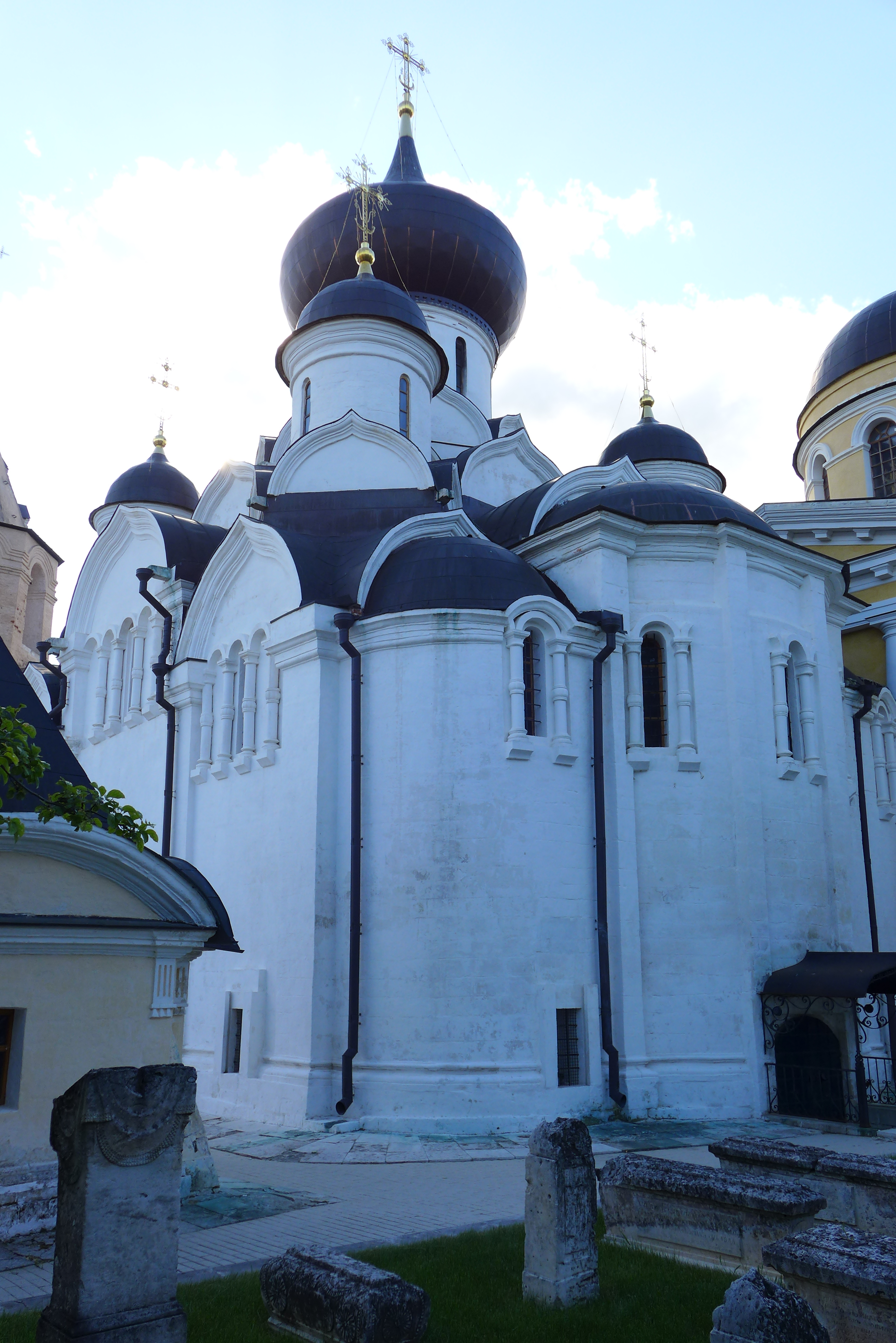
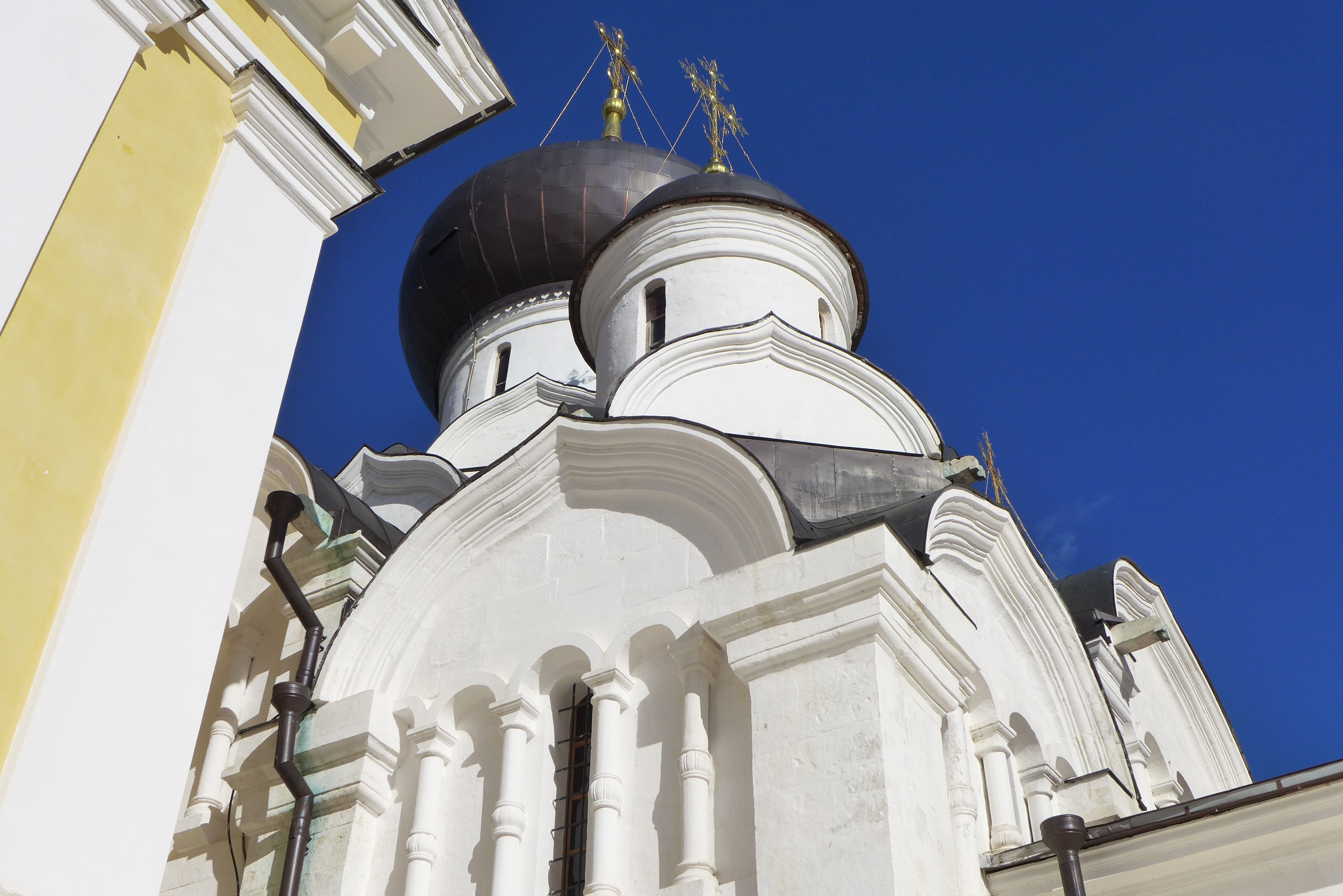
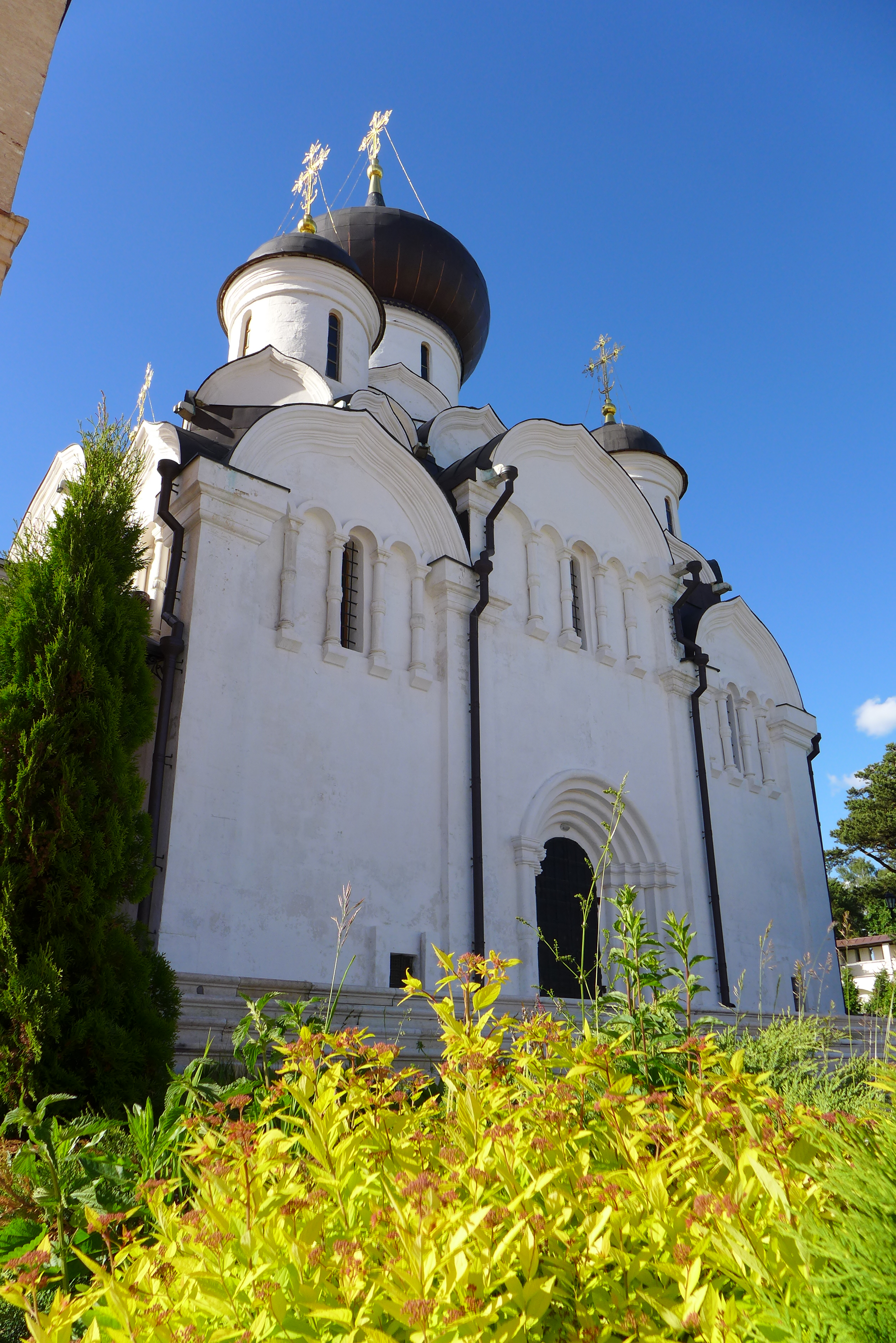